# Ханойський ботанічний сад
Ханойський ботанічний сад (в'єт. Vườn bách thảo Hà Nội) — ботанічний сад у Ханої, столиці В'єтнаму. Міжнародний код ботанічного саду HANOI. Заснований 1890 року, площа саду становить 10 га. 

## Історія
Ботанічний сад був закладений 1890 року за часів Французького Індокитаю навколо красивого старого ставка в зеленій зоні на північний захід від столиці. У той час площа саду складала 33 гектара.
Протягом деякого часу на території ботанічного саду розташовувався і зоопарк, згодом птахи і тварини були перенесені в парк тварин Ханоя, а ботанічному саду повернули стару назву.
Протягом багатьох десятиліть сад зменшувався в розмірах внаслідок урбанізації. На початку XXI століття його площа складає трохи більше 10 гектарів.

## Колекції
Більшість видів рослин, що ростуть в саду, є місцевими в'єтнамськими видами (приблизно дві третини видів) і одна третина — екзотичні види з усіх континентів світу. Вони типові для тропічних водно-болотних угідь. У колекції представлено багато фікусів, орхідей та інших декоративних рослин.
У саду все ще збереглися дерева великого діаметра, тут росте шістдесят один вид місцевих дерев та кілька видів дерев з Австралії, Азії, Африки й Америки.
У саду розташований низький пагорб Нуї Нунг (буквально гора Nунг), де росте кілька рідкісних дерев, у тому числі і Dalbergia tonkinensis.

## Галерея

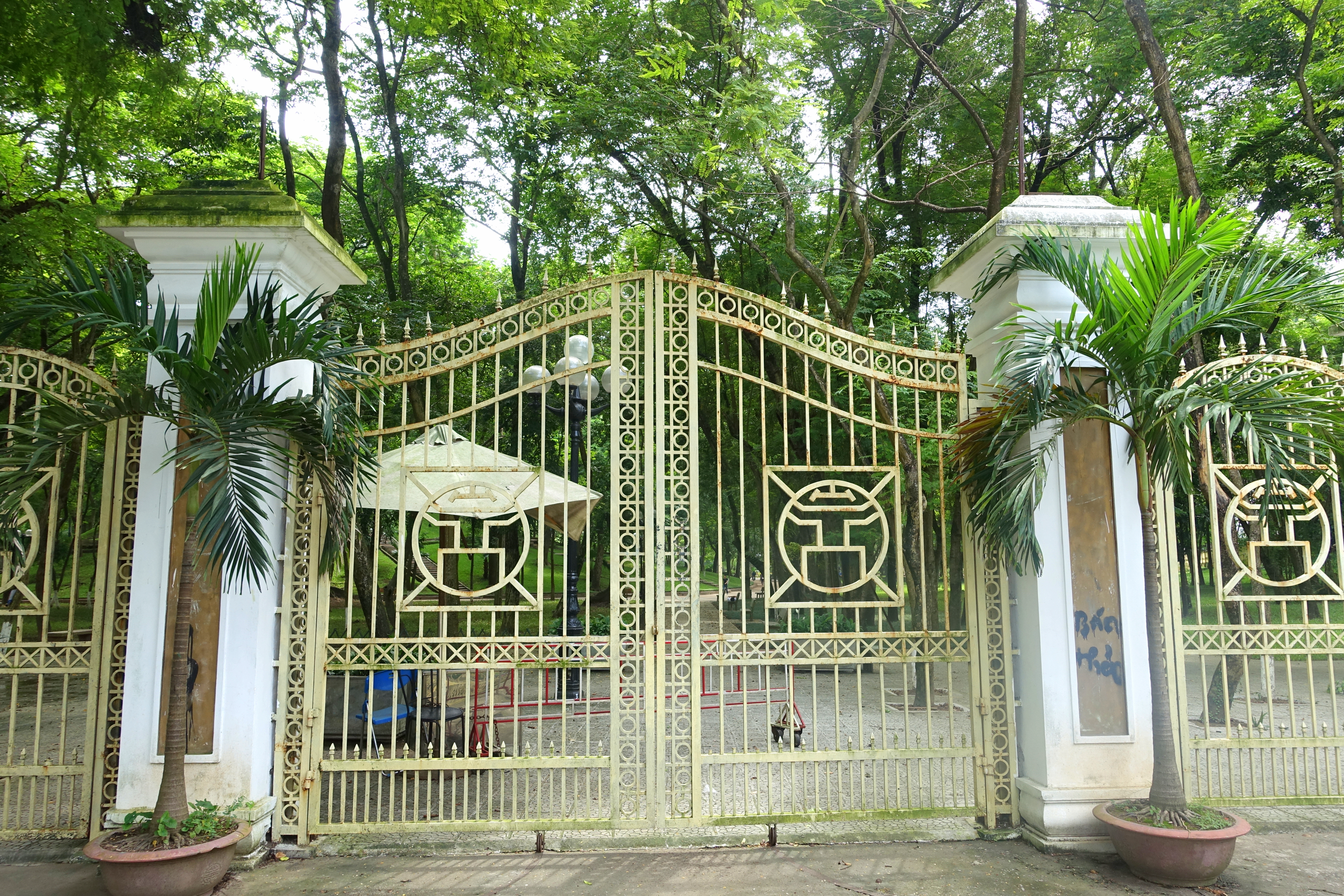
Ворота
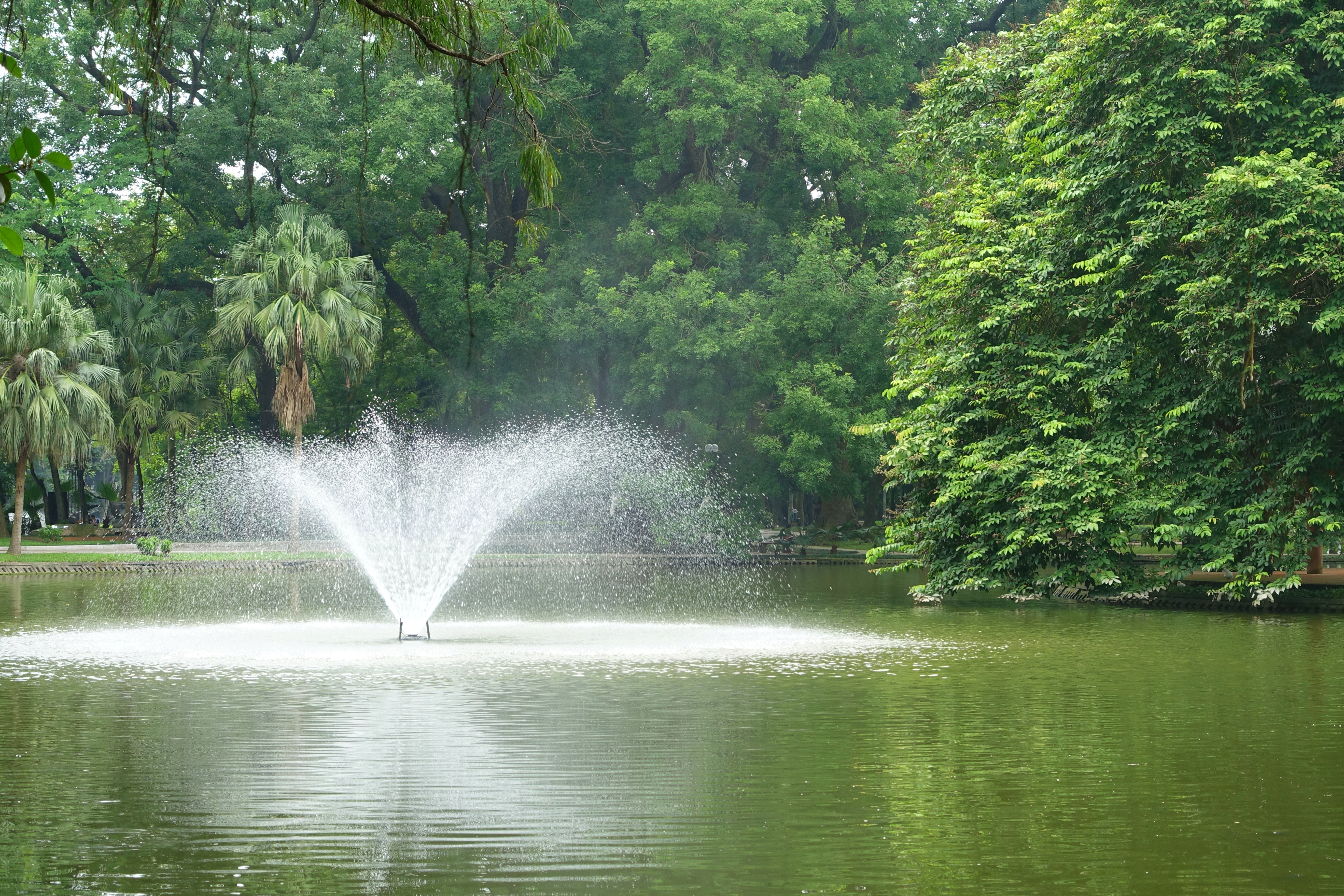
Фонтан у ставку
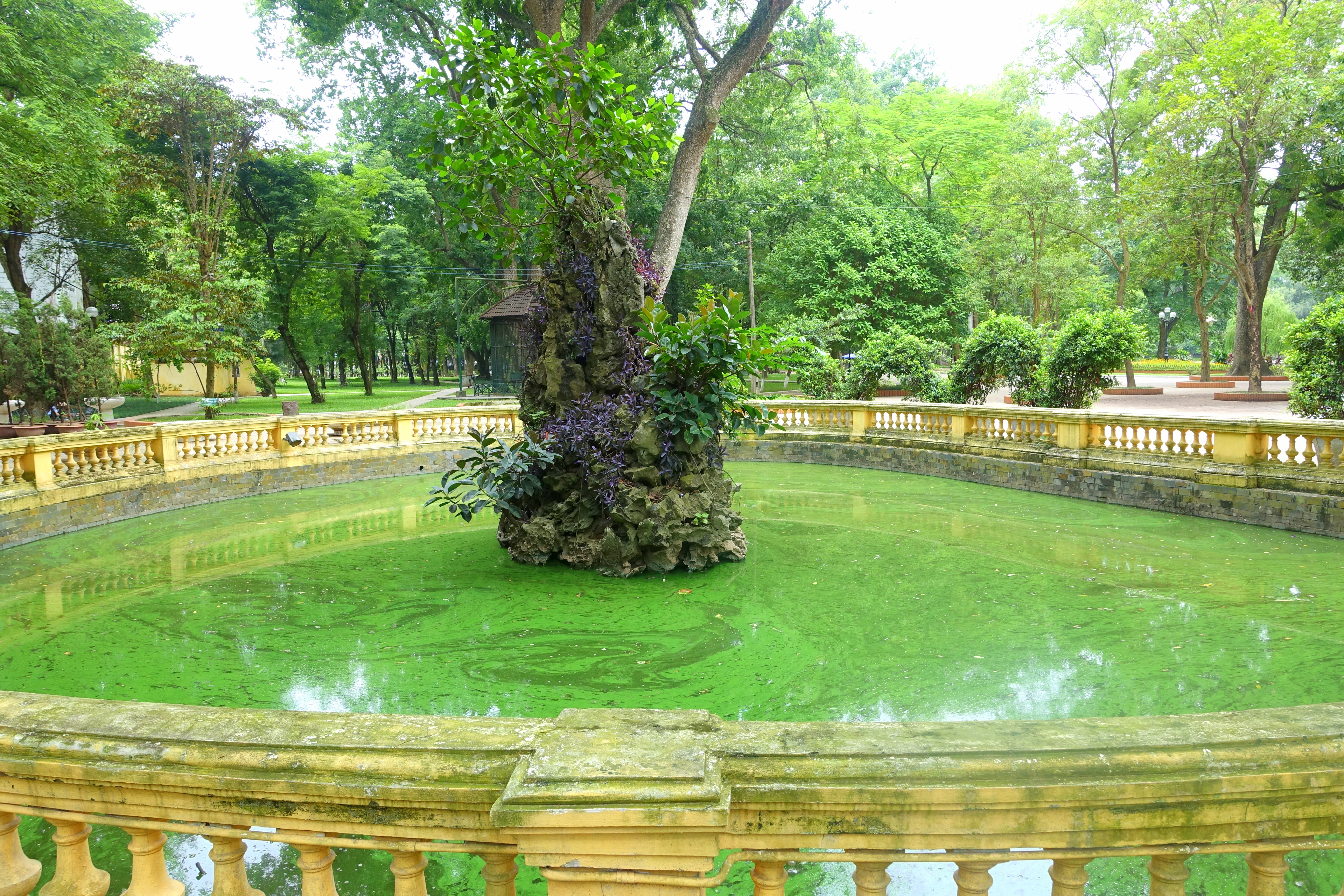
Маленький ставок
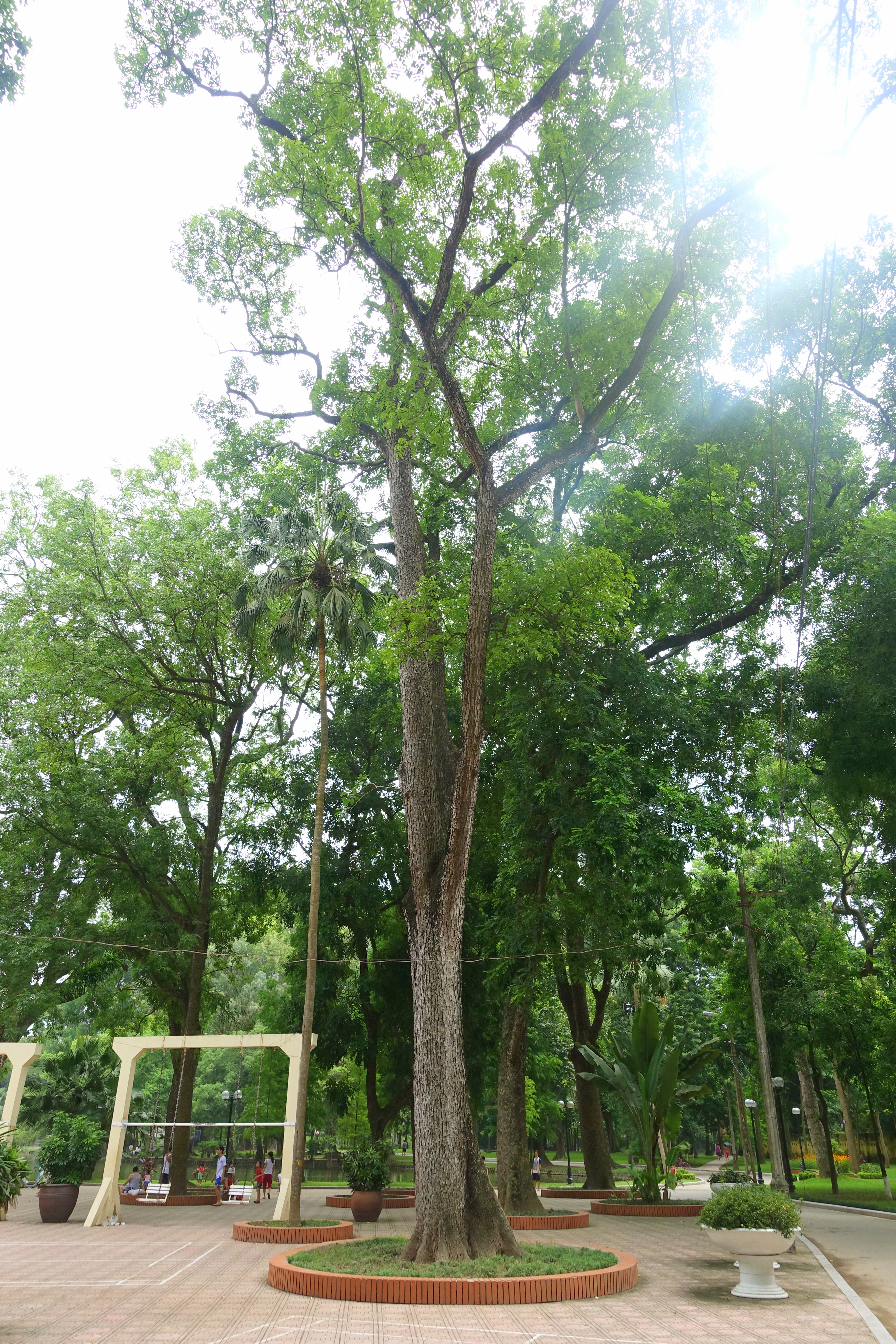
Swietenia macrophylla
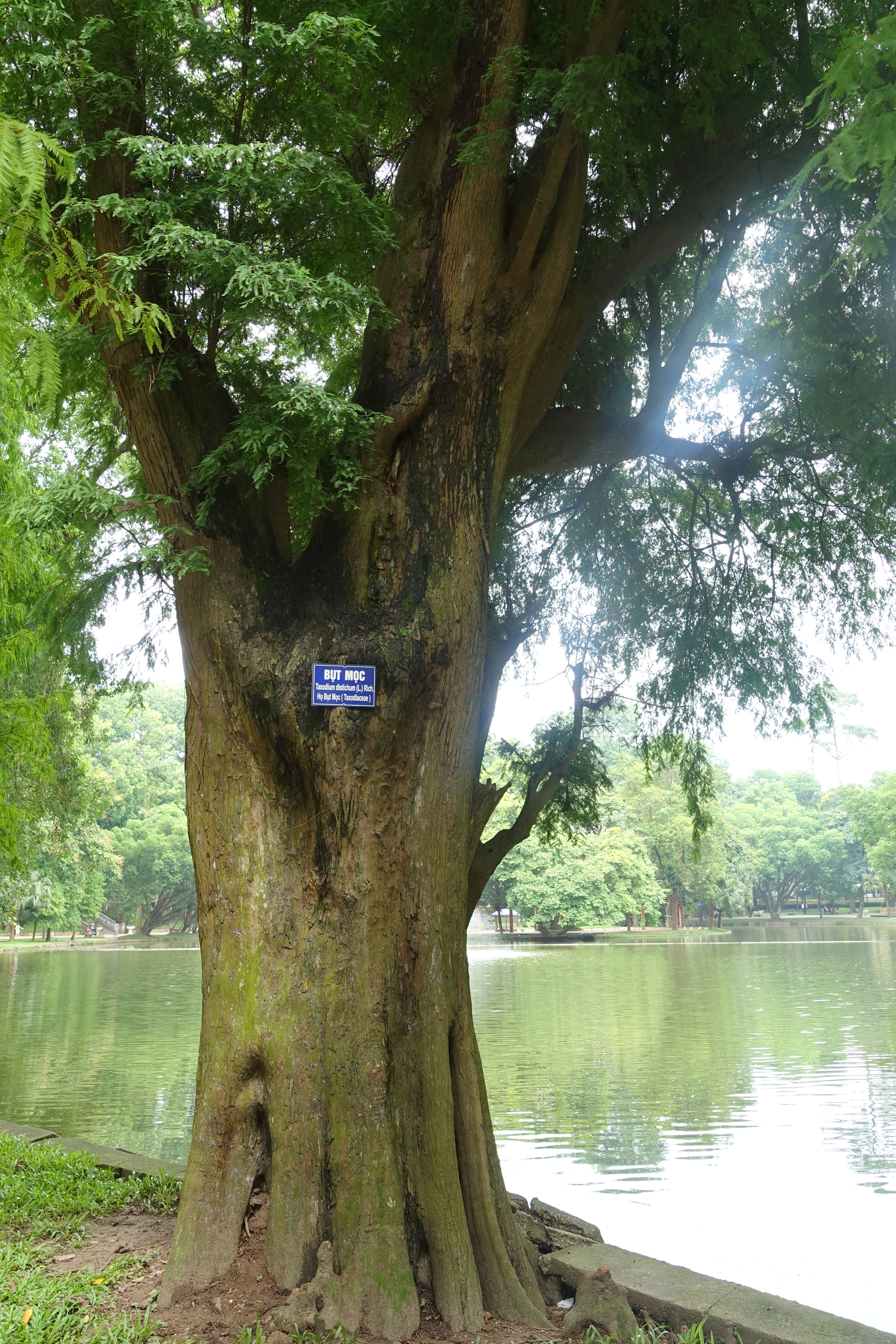
Таксодіум дворядний